# 朗德芒特 (阿拉巴馬州)
朗德芒特（英語：Round Mountain）是一個位於美國阿拉巴馬州切羅基縣的非建制地區。該地的面積和人口皆未知。

## 地理
朗德芒特的座標為34°12′56″N 85°41′02″W / 34.21555°N 85.68388°W，而該地最高點為海拔高度176米（即577英尺）。